# Jean Merrien
Jean Merrien, vlastním jménem René de la Poix de Fréminville (3. června 1905 – 7. června 1972, Fribourg, Švýcarsko) byl francouzský mořeplavec a spisovatel převážně historických románů s námořní tematikou.

## Život
Pocházel z rodiny se šlechtickými kořeny. Byl nejmladším synem početné rodiny inženýra Charlese de la Poix de Fréminville a Rachel Sylvestre de Sacy. Od mládí se zajímal o literaturu a hlavně o moře a vše, co s ním souviselo. Mládí prožil v Clohars-Carnoët v Bretani, kde už jako chlapec měl svou první loďku a rybařil. Vojenskou službu nastoupil u námořnictva. V roce 1931 se oženil s Françoise Hannebicque, která pocházela z jiné větve stejné rodiny, jako on. Brzy po svatbě se jim narodil syn Hervé. Během 2. světové války se setkal v Cherbourgu s Gisèle Verschuere, dcerou nakladatele. Spolu se usadili v Rennes a založili tam nakladatelství Libraire de Bretagne. Během bombardování města bylo nakladatelství zničeno.
Od října do prosince roku 1940 byl šéfredaktorem L'Heure Bretonne, novin Bretaňské národní strany (Parti national breton). V roce 1941 se stal členem L'Institut celtique de Bretagne.
Ve druhém manželství s Gisèle Verschuere se narodily tři děti, dva synové, Gwénolé a Gildas a dcera Marine. Od roku 1948 žila rodina v Nantes, v roce 1964 přesídlila do Švýcarska.
Zemřel 7. června 1972, ve věku 67 let, ve Fribourgu ve Švýcarsku.

## Dílo
Je méně známé, že byl také autorem více než 80 děl literatury pro děti a mládež.
Pod pseudonymy René Madec a Christophe Paulin psal detektivní romány s prvky sci-fi, jejichž hlavní postavou je abbé Garrec (L'abbé Garrec gardien de phare, 1956). Byl též autorem mnoha článků uveřejněných v časopise Neptunia, vydávaném Národním muzeem námořnictví (Musée national de la Marine) v Paříži.
Hlavním tématem jeho románů je ale moře a lidé, kteří mu zasvětili své životy. Po prvních dílech La mort jeune (1938), Abandons de postes (1939), Bord à bord (1944) a Le Refus (1946), napsal dobrodružné romány o cestách po moři L'Homme de la mer (1948), Les Mémoires d'un yacht (1953), Valérie de la mer (1960) nebo L'oiseau de mort du Cap Horn (1971).
Několik románů věnoval také historii známých mořeplavců a korzárů, Christophe Colomb (1955), Tels étaient corsaires et flibustiers (1957), Les Grands Drames de la mer (1961), Cet étrange Christophe Colomb (1968), La Légendaire de la mer (1969) a další.
Vlastní mořeplavecké zkušenosti uplatnil také v naučných knihách Dictionnaire de la mer (1960), Petits Ports de Corse (1960), Ma Petite Voile en 60 leçons (1965).
Hlavní postavou jednoho z posledních románů Un certain chevalier de Fréminville (1970) se stal jeho předek, po němž si zvolil i jeden ze svých pseudonymů, Christophe-Paulin de La Poix de Fréminville (1787 - 1848).

### V českém překladu vyšlo
- Osamělí mořeplavci (Les navigateurs solitaires), 1970
- Záhadný Kryštof Kolumbus (Cet étrange Christophe Colomb), 1972, 2008